# Sequeiró
Sequeiró ou Sequeirô é uma povoação portuguesa do Município de Santo Tirso que foi sede da extinta Freguesia de Sequeirô, freguesia que tinha 2,15 km² de área e 1 627 habitantes (2011), e, por isso, uma densidade populacional de 756,7 h/km².
A Freguesia de Sequeirô foi extinta e agregada às freguesias de Areias, de Lama e de Palmeira, criando-se a União das Freguesias de Areias, Sequeirô, Lama e Palmeira.

## População
| População da freguesia de Sequeiró | População da freguesia de Sequeiró | População da freguesia de Sequeiró | População da freguesia de Sequeiró | População da freguesia de Sequeiró | População da freguesia de Sequeiró | População da freguesia de Sequeiró | População da freguesia de Sequeiró | População da freguesia de Sequeiró | População da freguesia de Sequeiró | População da freguesia de Sequeiró | População da freguesia de Sequeiró | População da freguesia de Sequeiró | População da freguesia de Sequeiró | População da freguesia de Sequeiró |
| ---------------------------------- | ---------------------------------- | ---------------------------------- | ---------------------------------- | ---------------------------------- | ---------------------------------- | ---------------------------------- | ---------------------------------- | ---------------------------------- | ---------------------------------- | ---------------------------------- | ---------------------------------- | ---------------------------------- | ---------------------------------- | ---------------------------------- |
| 1864                               | 1878                               | 1890                               | 1900                               | 1911                               | 1920                               | 1930                               | 1940                               | 1950                               | 1960                               | 1970                               | 1981                               | 1991                               | 2001                               | 2011                               |
| 429                                | 379                                | 387                                | 460                                | 569                                | 573                                | 872                                | 1 078                              | 1 341                              | 1 779                              | 1 609                              | 1 696                              | 1 834                              | 1 769                              | 1 627                              |

| Distribuição da População por Grupos Etários | Distribuição da População por Grupos Etários | Distribuição da População por Grupos Etários | Distribuição da População por Grupos Etários | Distribuição da População por Grupos Etários | Distribuição da População por Grupos Etários | Distribuição da População por Grupos Etários | Distribuição da População por Grupos Etários | Distribuição da População por Grupos Etários | Distribuição da População por Grupos Etários |
| -------------------------------------------- | -------------------------------------------- | -------------------------------------------- | -------------------------------------------- | -------------------------------------------- | -------------------------------------------- | -------------------------------------------- | -------------------------------------------- | -------------------------------------------- | -------------------------------------------- |
| Ano                                          | 0-14 Anos                                    | 15-24 Anos                                   | 25-64 Anos                                   | > 65 Anos                                    |                                              | 0-14 Anos                                    | 15-24 Anos                                   | 25-64 Anos                                   | > 65 Anos                                    |
| 2001                                         | 287                                          | 266                                          | 978                                          | 238                                          |                                              | 16,2%                                        | 15,0%                                        | 55,3%                                        | 13,5%                                        |
| 2011                                         | 214                                          | 158                                          | 964                                          | 291                                          |                                              | 13,2%                                        | 9,7%                                         | 59,3%                                        | 17,9%                                        |

Média do País no censo de 2001:  0/14 Anos-16,0%; 15/24 Anos-14,3%; 25/64 Anos-53,4%; 65 e mais Anos-16,4%
Média do País no censo de 2011:   0/14 Anos-14,9%; 15/24 Anos-10,9%; 25/64 Anos-55,2%; 65 e mais Anos-19,0%

## História
Foi sede de uma freguesia extinta (agregada) em 2013, no âmbito de uma reforma administrativa nacional, tendo sido agregada às freguesias de Areias, Lama e Palmeira, para formar uma nova freguesia denominada União das Freguesias de Areias, Sequeirô, Lama e Palmeira.

## A Questão Toponímica deste nome "Sequeirô"
Embora o nome da localidade seja conhecido pela população como Sequeirô, acontece que, nos últimos 30 anos, a sua designação oficial, para admiração de muitos, tem sido "Sequeiró", o que não corresponde à verdade, apesar de, desde a Idade Média o topónimo se escrever com dois "oo" no final da palavra — "Sequeiroo"- indicativo do ditongo "ô". A designação correta é assim "Sequeirô" e não "Sequeiró". 

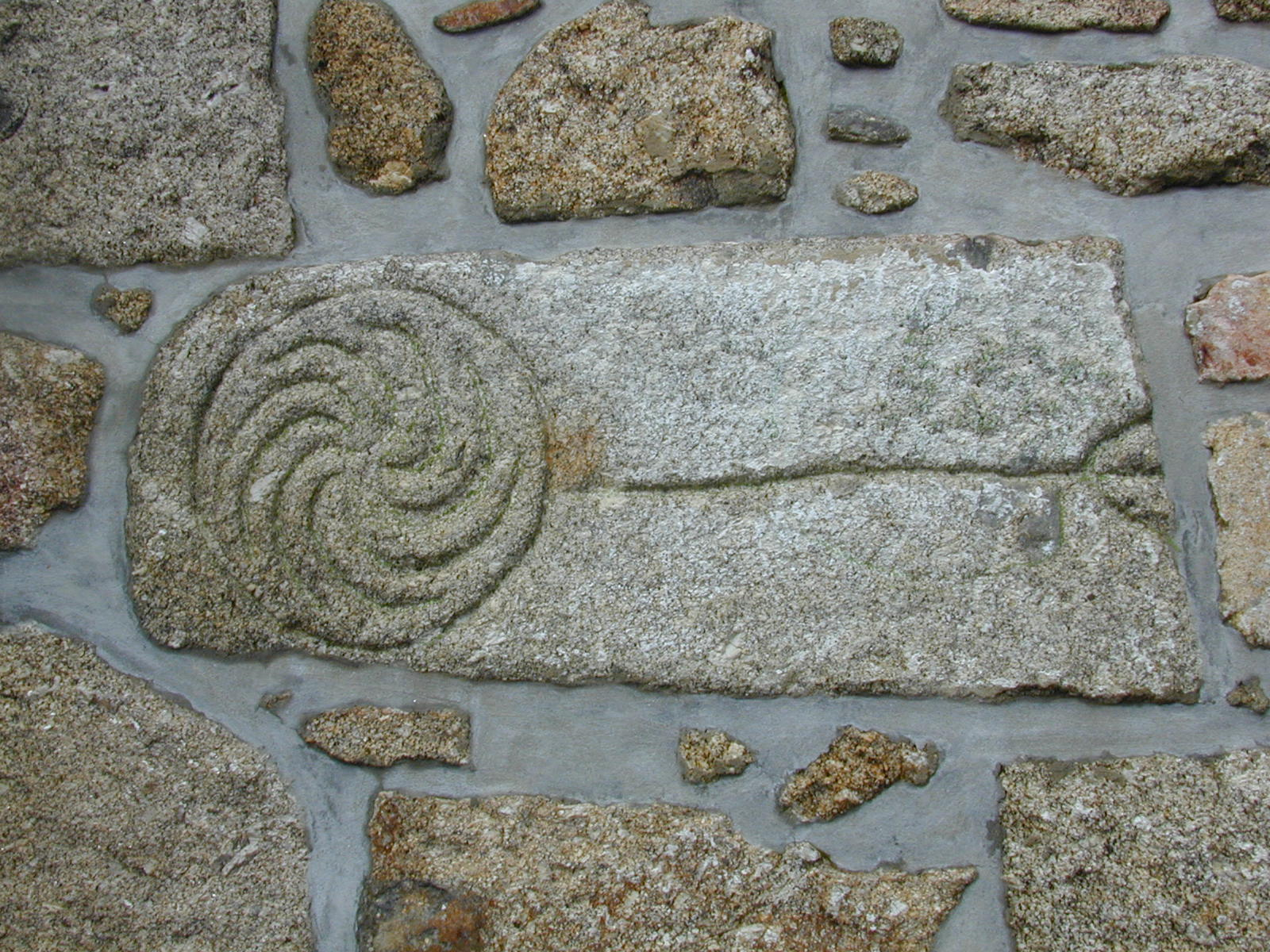
Estela romana embutida no alçado Sul da Igreja Velha

## Associativismo

### Associação Recreativa de Sequeirô
A Associação Recreativa de Sequeirô é a única associação cultural e desportiva no ativo existente na freguesia. As suas origens remontam ao ano de 1936 quando se formou a Tuna Musical de Sequeirô. Depois de vários desmembramentos e reorganizações a Tuna Musical de Sequeirô institui-se como associação em 1951, vindo a ser legalmente aceite em Diário da República em 1956. Tem sede própria com salão multiusos, sala de direção, sala de jogos e bar.
Ao longo da sua história, tem possuído diversos escalões, masculinos e femininos, de futsal, equipas seniores de futebol de 11 que militaram no Campeonato Concelhio de Futebol 11 Amador de Santo Tirso. Teve uma escola de música e a Tuna Musical de Sequeirô.
Na atualidade, as suas camadas jovens participam nos campeonatos concelhios de Santo Tirso de futsal e a equipa de futebol de 11 sénior milita no Campeonato do Inatel de Braga. Possui ainda diversos atletas que frequentam os campeonatos e taças da Federação Portuguesa de Matraquilhos e Futebol de Mesa.

### Associação de São Martinho
A Associação de São Martinho foi uma coletividade fundada na década de 1990 e encontra-se sem atividade desde o início da década de 2000. Constituiu sede no lugar de Sequeirô, na atual rua Albino Sousa Cruz. Possuía um bar e participou no campeonato Concelhio de Futebol Amador de Santo Tirso.

### Associação de Pais da Escola Básica de Sequeirô
Sediada na Escola Básica de Sequeirô, realiza a sua atividade em prol da comunidade escolar.

### Agrupamento 201 Sequeirô -CNE
Este agrupamento foi fundado em 1945 pelo Chefe Rodrigo Silva e pelo Padre Jacinto Marques. A sua sede situa-se no antigo edifício da Escola Básica N.º 1 de Sequeirô. Em 2013, esta coletividade foi agraciada com a Medalha de Mérito Municipal do Município de Santo Tirso.

## Os Modos e Condições de Vida
Intrinsecamente ligada à agricultura ao longo dos séculos, a pequena "revolução industrial" que se deu no Vale do Ave nos fins do século XIX e princípios do século XX, fez-se sentir na paisagem e nos modos de vida da população local. Fábricas como a  Empresa Têxtil Eléctrica, a Companhia Hidroeléctrica do Norte de Portugal - CHENOP — ambas no lugar de Caniços, em Bairro, a Fiação do Rio Vizela em Negrelos ou a Fábrica de Fiação de Tecidos de Santo Tirso, entre outras, vieram transformar profundamente os modos de vida da freguesia: a população entrou num regime agro-industrial, aproveitando os magros salários fabris, sem abandonar a lavoura ou as hortas dos minifúndios que marcam a paisagem local.
Nesta primeira metade do século XX chegam à região do Ave, Sequeirô incluído, famílias vindas do interior minhoto e transmontano atraídas pela necessidade de mão-de-obra das empresas têxteis e eléctricas, assim como pelo trabalho de jorna a tempo inteiro que, entretanto, se sente nos campos devido à empregabilidade das fábricas. A explosão demográfica, em volta destas empresas, foi tal que no lugar de Caniços, na freguesia de Bairro, qualquer anexo de quintal comportava uma ou mais famílias operárias, às vezes com nove ou dez elementos a viver em uma ou duas divisões. Embora o regime cooperativista empresarial de então tivesse construído vários bairros habitacionais, o certo é que estes nunca satisfizeram as necessidades básicas da população. Multiplicaram-se as ilhas, conhecidas na região também por bairros ou bairrinhos, para alugar às novas famílias que se instalavam. O centro da freguesia, no vale do Ribeiro dos Campos, foi permanecendo intacto devido à indivisibilidade das maiores propriedades agrícolas como são o caso das Quintas do Jardim, do Rosal, de Gondarim, de Portos, do Ribeiro, do Passal e Sequeirô (ou do Reis).
Além da massa de mão-de-obra agrícola e industrial existente, alguns ofícios tradicionais persistiram até fins do século XX. Sequeirô foi freguesia de tendeiros ou feirantes, pedreiros, cesteiros, tamanqueiros e porqueiros. As elevações do norte da freguesia – nos lugares do Alto das Lajes, Trás-das-Hortas, Pinoucos e Gomariz – assim como a encosta sul sobranceira ao rio Ave – lugares do Penedo da Moura e Beira-Rio – assentam em grandes blocos graníticos, matéria que fomentou a arte de pedreiro. Nas feiras dos municípios em volta era comum encontrar negociantes desta povoação, quer fosse com as suas tendas a vender roupa ou com as enormes varas de gado suíno que pernoitavam, ao ar livre, nos penedos, outrora baldios, do Alto das Lajes.
Se bem que na actualidade (2007) o sector terciário existente surja em menor percentualidade que nas freguesias à volta de Sequeirô, a maior parte da sua população trabalha no sector secundário fora da freguesia. Por um lado, isto tem posto Sequeirô a salvo do desenvolvimento imobiliário feroz que, por via usual, nunca é acompanhado do investimento em equipamentos públicos na região; por outro algumas carências são notórias, verificando-se, ainda hoje, a inexistência de qualquer recinto desportivo de usufruto público.
Na comunidade é comum o ditado «Em Sequeirô, vinho bô!». Embora a expressão carregue consigo um peso identitário,  o trabalho de enologia desenvolvido pela Quinta de Gomariz tem atingido, nos últimos anos, prestações de qualidade reconhecidas, entre os produtores de vinho verde, pela Comissão de Viticultura da Região dos Vinhos Verdes (CVRVV). Situada na encosta norte da freguesia, virada a sul, ótima para a implantação deste cultivo, a propriedade tem inovado nas técnicas de viticultura e produção de vinho, obtendo prémios com bons resultados.

## Fabulário
Tal como todos os povos do mundo, a tradição oral transmitiu-nos um imaginário colectivo local baseado em narrativas fantásticas que associam a ficção e a realidade.

### Moura encantada
A fábula é por todos conhecida e muito comum em Portugal, especialmente em locais onde se encontram estações arqueológicas como é o caso. Poucos são os sequeiroenses que nunca fizeram uma visita ao Penedo da Moura no lugar de Portos. Consta que no referido penedo habita uma moura com um tesouro de moedas de ouro. Quem à meia-noite se puser em cima do penedo, rodeado de velas, a ler o livro de São Cipriano de trás para a frente o penedo abrir-se-á e de lá surgirá a Moura Encantada acompanhada do tesouro.
Daí o dizer "de Portos a Gondarim há minas de ouro sem fim".

### A Serpente de Cabelos Loiros
Acreditava-se que pelos lugares do Pinheiro-torto, Vistorias e Trás-da-cerca (todos de Landim) e as bouças da Quinta de Gomariz (ou do Trêpa) aparecia uma serpente com cabelos loiros que habitava velhas minas que tinham ligação com o mosteiro de Landim.

### A Mina Desaparecida
No lugar de Portos existe a crença que os mouros levavam os cavalos a beber ao rio Ave através duma grande mina que só os antigos sabiam da entrada entretanto desaparecida. Outros diziam: "De Portos a Gondim (Gondarim), há minas de ouro sem fim".

### O Burro do Sino
Ao contrário do que acontece na maior parte do país, os roubos rituais não se realizavam somente na noite de São João mas também na noite de Sábado para Domingo de Ramos. Era comum, entre rapazes solteiros, o roubo de uma couve, com o troço mais alto possível, e a sua colocação, juntamente com uma regueifa, na casa das raparigas por quem se interessavam. Além desta tarefa, particular à vida amorosa de cada indivíduo, os solteiros juntavam-se em bando e roubavam tudo quanto lhes aparecia à frente, despojando os saques na frente da igreja ou em lugares centrais, para riso dos habitantes na manhã seguinte. Automóveis velhos, carros de bois, gruas, vacas, porcos e até cães acompanhados da respectiva casota, tudo acabava depositado na praça pública. Além do roubo ritual, nesta noite as malandrices também faziam parte da debandada geral, uma das quais muito presente no imaginário colectivo, e também frequente pelo país, que relata a façanha dum grupo de indivíduos que após ter roubado um burro, a um lavrador ou moleiro, o amarrou com uma corda ao sino da igreja, colocando-lhe couves à vista mas fora do seu alcance, tendo como efeito o repique do sino toda a noite.

## Festas e Romarias
- Nossa Senhora dos Remédios - Padroeira da Freguesia - Último Fim de Semana de Julho - Festa profana extinta
- São Sebastião - 20 de janeiro - Festa religiosa e profana extinta
- São Martinho - Padroeiro da Freguesia - 11 de Novembro - Festa profana

## Religiões
Nesta localidade, ao longo dos séculos, foram edificados diversos templos religiosos: 
- uma igreja católica, demolida no século XVI, para dar lugar à construção da posterior, no lugar de Sequeirô;
- uma igreja católica, inaugurada em 11 de novembro de 1591, no lugar de Sequeirô;
- uma segunda igreja católica, sita na rua das Duas Igrejas, inaugurada em julho de 1985;
- uma capela em honra de São Bento Esquecido, no lugar de Gomariz, construída no século XVII;
- um cruzeiro alpendrado, denominado "Senhor do Padrão", evocativo do aparecimento de água num ano de muita seca, edificado em 1751;
- uma igreja de confissão Batista, no lugar do Rosal, construída na década de 1970.

## Educação
- «Escola Básica n.1 de Sequeirô»
- Escola Básica n.2 de Sequeirô (encerrada e que, atualmente, serve de sede do Agrupamento n.º 201 do Corpo Nacional de Escutas).